# Leptopelis fiziensis
Espèce
Statut de conservation UICN

 DD  : Données insuffisantes
Leptopelis fiziensis est une espèce d'amphibiens de la famille des Arthroleptidae.

## Répartition
Cette espèce se rencontre dans l'est du Congo-Kinshasa et dans l'ouest de la Tanzanie autour du lac Tanganyika.
Sa présence est incertaine au Burundi.

## Étymologie
Son nom d'espèce, composé de fizi et du suffixe latin -ensis, « qui vit dans, qui habite », lui a été donné en référence au lieu de sa découverte, le Territoire de Fizi en République démocratique du Congo.

## Publication originale
- Laurent, 1973 : Le genre Leptopelis Günther (Salientia) au Zaïre. Annales du Musée Royal de l'Afrique Centrale, Tervuren, vol. 202, p. 1-62.